# بی شنگفنگ
بی شنگفنگ (انگلیسی: Bi Shengfeng؛ زادهٔ ۲۸ ژانویهٔ ۱۹۸۹) کشتی‌گیر اهل چین است. وی در بازی‌های المپیک تابستانی ۲۰۱۶ شرکت کرده‌است.